# Architectuur in de Republiek der Zeven Verenigde Nederlanden
Dit artikel tracht een overzicht te geven van de architectuur in de Republiek der Zeven Verenigde Nederlanden.
Tijdens de eerste jaren van de Tachtigjarige Oorlog met Spanje was er weinig geld beschikbaar voor kunst en architectuur in de Republiek der Zeven Verenigde Nederlanden. Dit veranderde tegen 1590, aan het begin van de Gouden Eeuw, toen de Republiek niet meer zo in de verdrukking zat en het economisch mee zat. De bloeiende economie had tot gevolg dat de steden sterk in omvang toenamen. Stedelijke instellingen, zoals stadhuizen en weeshuizen werden te klein of moesten gerenoveerd worden. Nieuwe kerken werden er weinig gebouwd omdat bestaande katholieke kerken overgenomen werden door de protestanten. Amsterdam was hierop een uitzondering. Daar werden drie nieuwe kerken gebouwd. De economische groei zorgde voor een nieuwe elite die weelderige koopmanshuizen lieten bouwen. Van 1590 tot 1621 werd er voornamelijk in Holland en Zeeland volop gebouwd waarna het door de economische depressie stokte. De bekendste architect in deze periode was Hendrick de Keyser. Deze periode kenmerkt zich door rijkversierde panden.

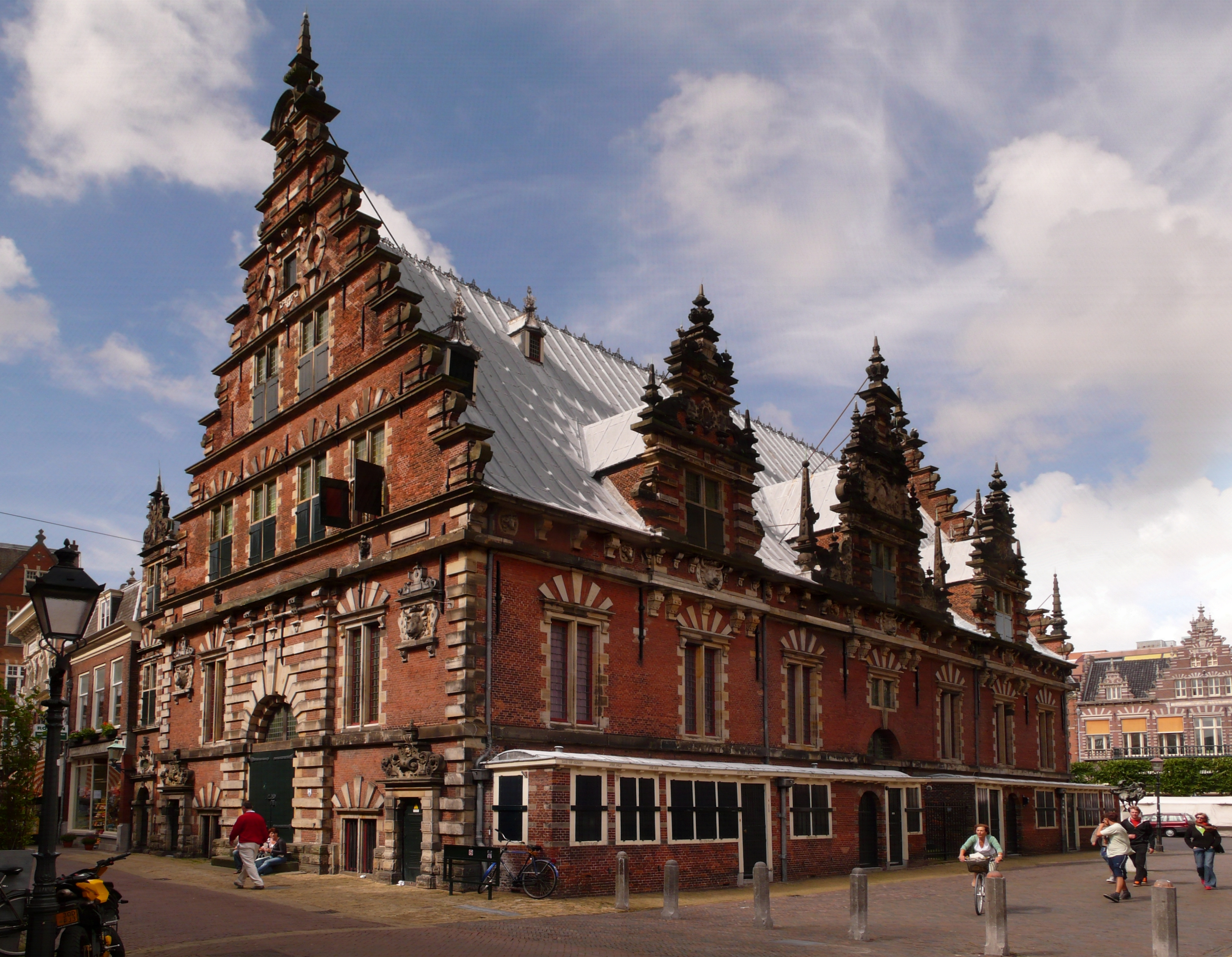
Vleeshal, Haarlem 1603 door Lieven de Key
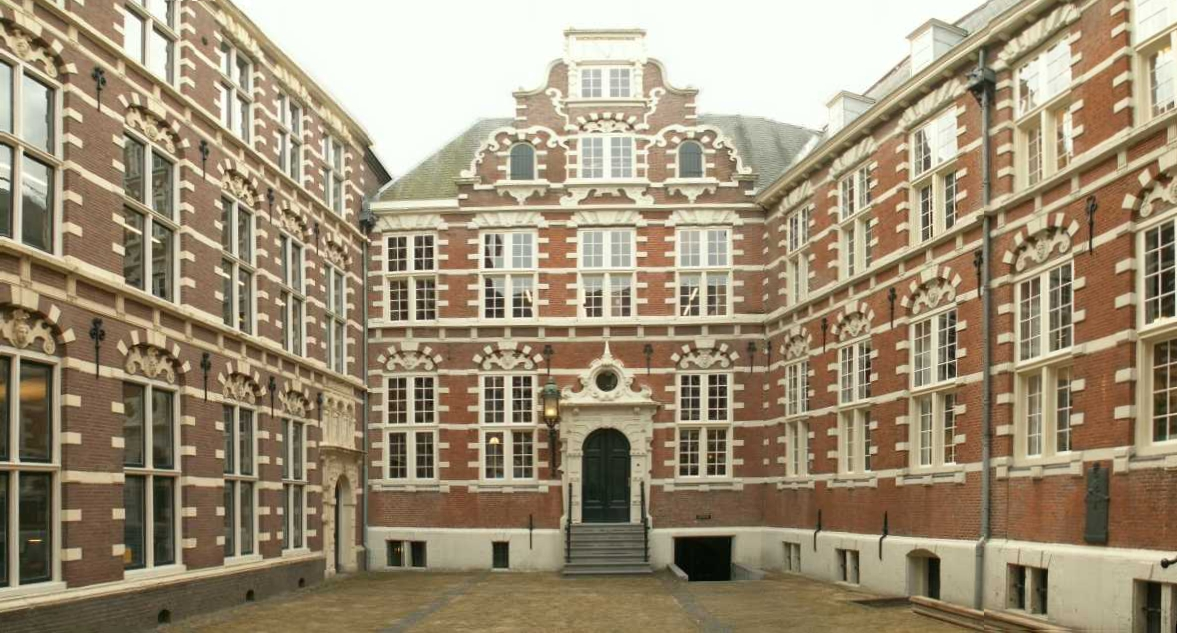
Oost-Indisch Huis, Amsterdam 1606 door Hendrick de Keyser
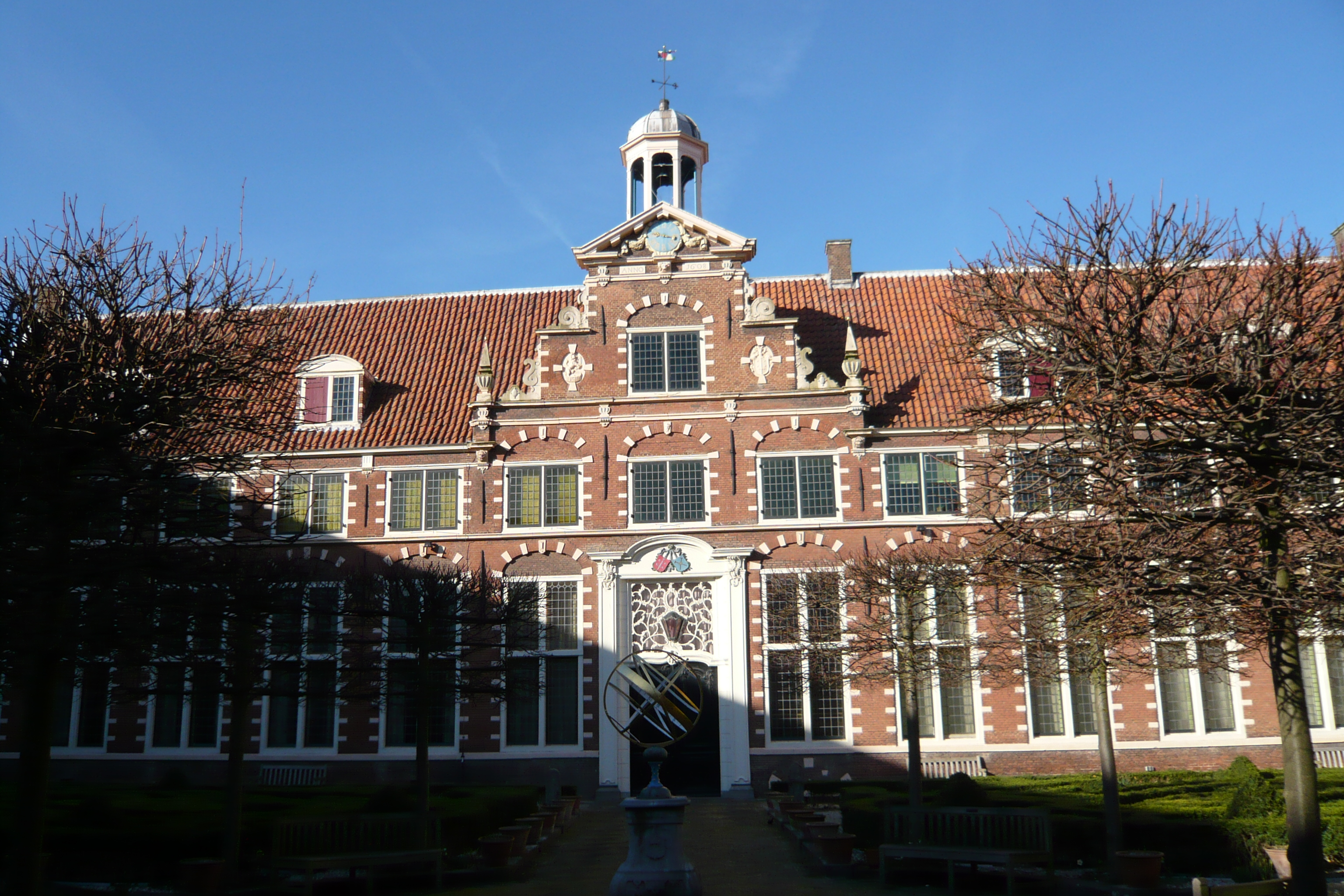
Het Oudemannenhuis in Haarlem, thans het Frans Hals Museum, 1608 door Lieven de Key
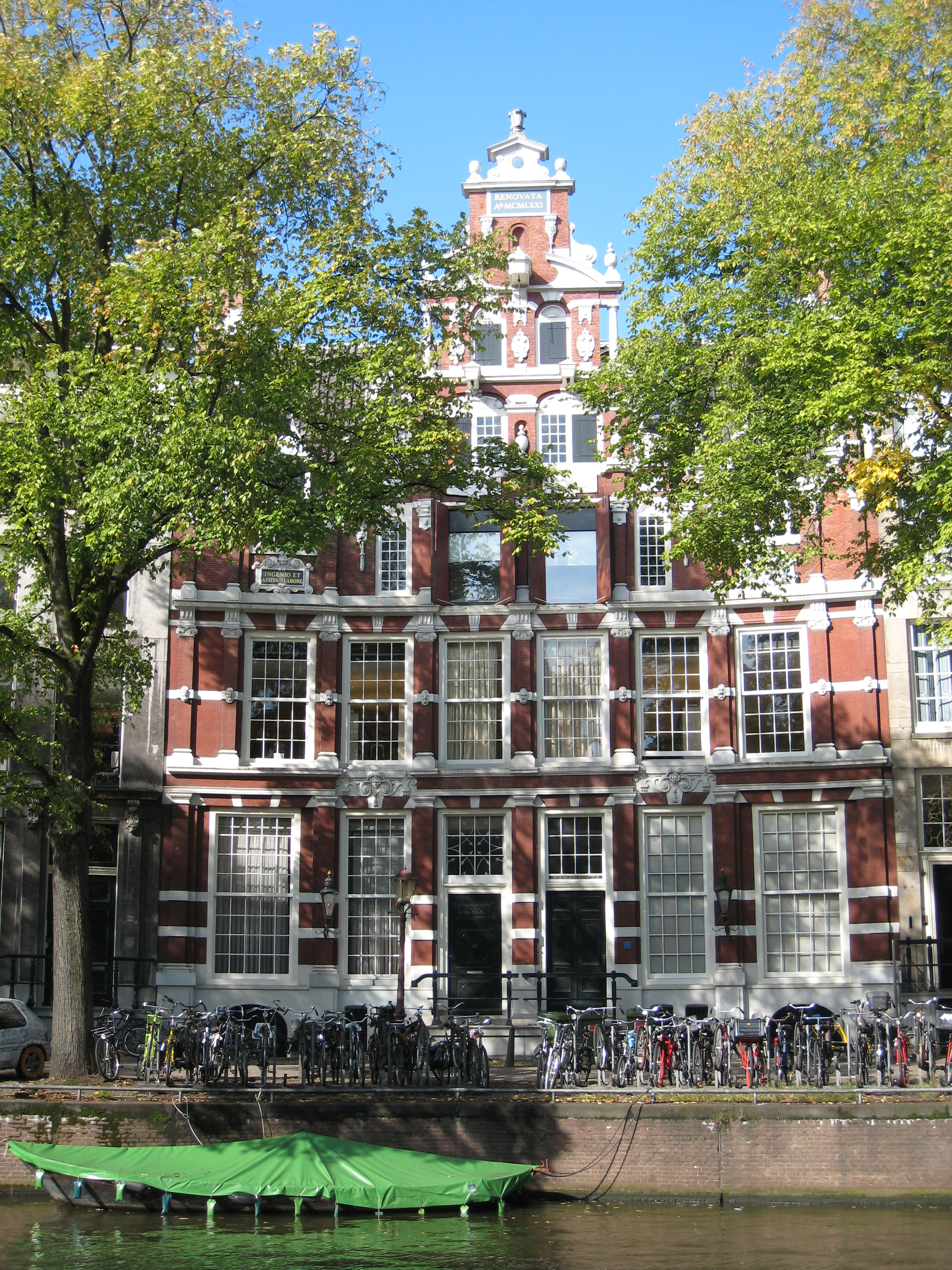
Huis Bartolotti, woonhuis van een rijke koopman, Amsterdam, 1618 door Hendrick de Keyser

In de jaren twintig van de zeventiende eeuw kwam de streng classicistische stijl in trek onder invloed van architect en schilder Jacob van Campen. Ook de secretaris van de stadhouder Constantijn Huygens en de architect Salomon de Bray droegen bij aan de populariteit. De belangrijkste architecten in deze stijl waren naast Van Campen: Pieter Post, Philips Vingboons en Arent van 's-Gravesande. Constantijn Huygens liet zijn huis, Hofwijck, in die stijl bouwen en in Den Haag werd het Mauritshuis opgetrokken in het classicisme. Door de oorlog en de recessie werd er tussen 1621 en 1647 weinig gebouwd. Haarlem en Leiden vormden hierin een uitzondering. Belangrijk voor de ontwikkeling van de kunst en architectuur was de bouw van verschillende paleizen van de stadhouder: Noordeinde, Honselaarsdijk, Huis ten Bosch en Nieuwburg.

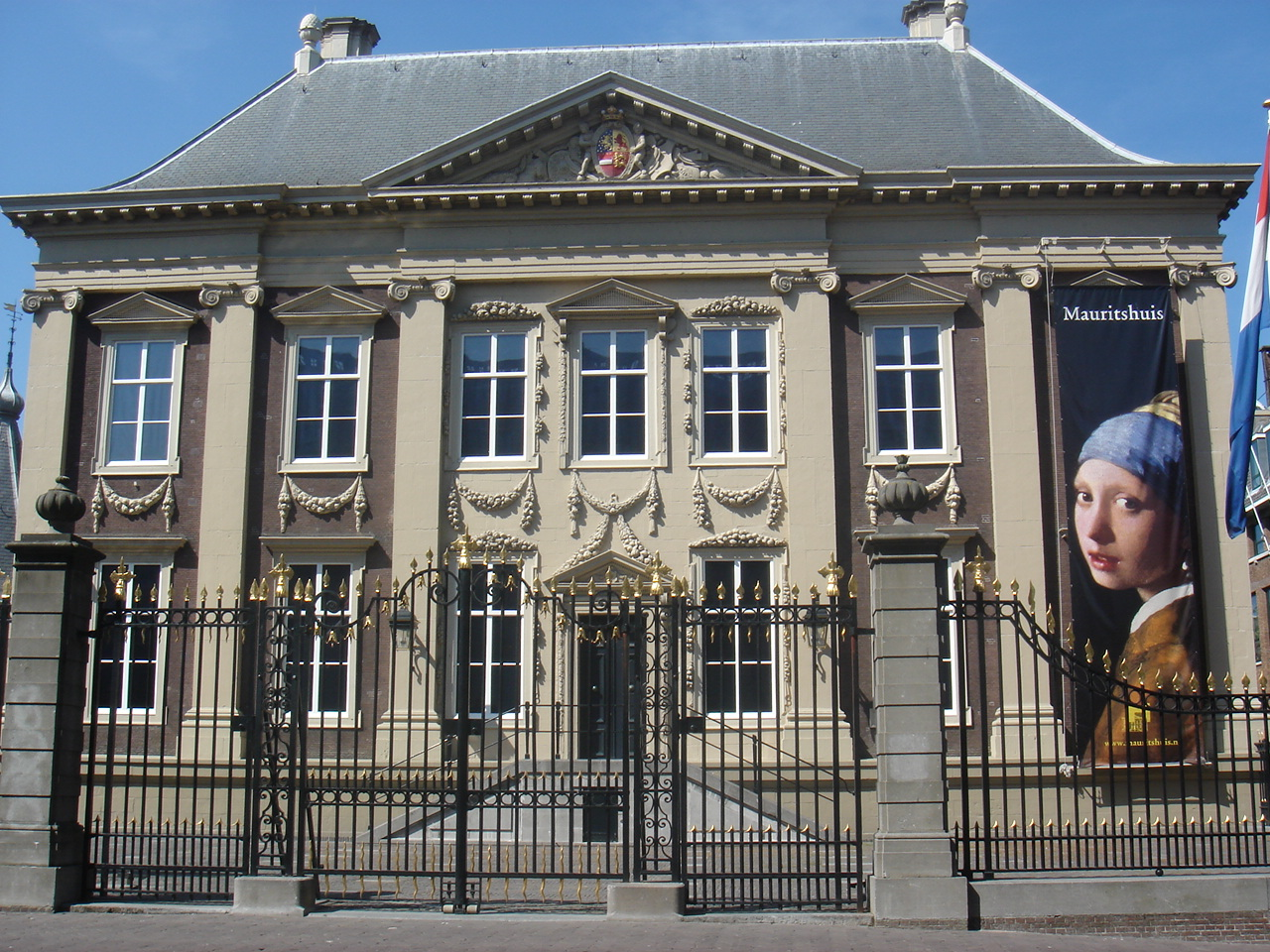
Mauritshuis, Den Haag 1633 door Jacob van Campen
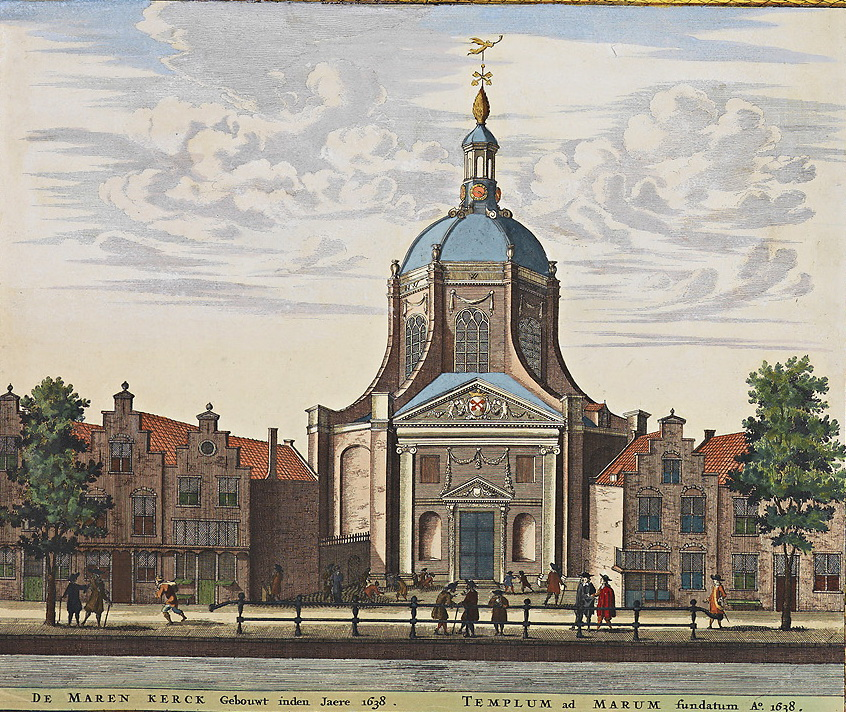
Marekerk, Leiden, 1639 door Arent van 's-Gravesande
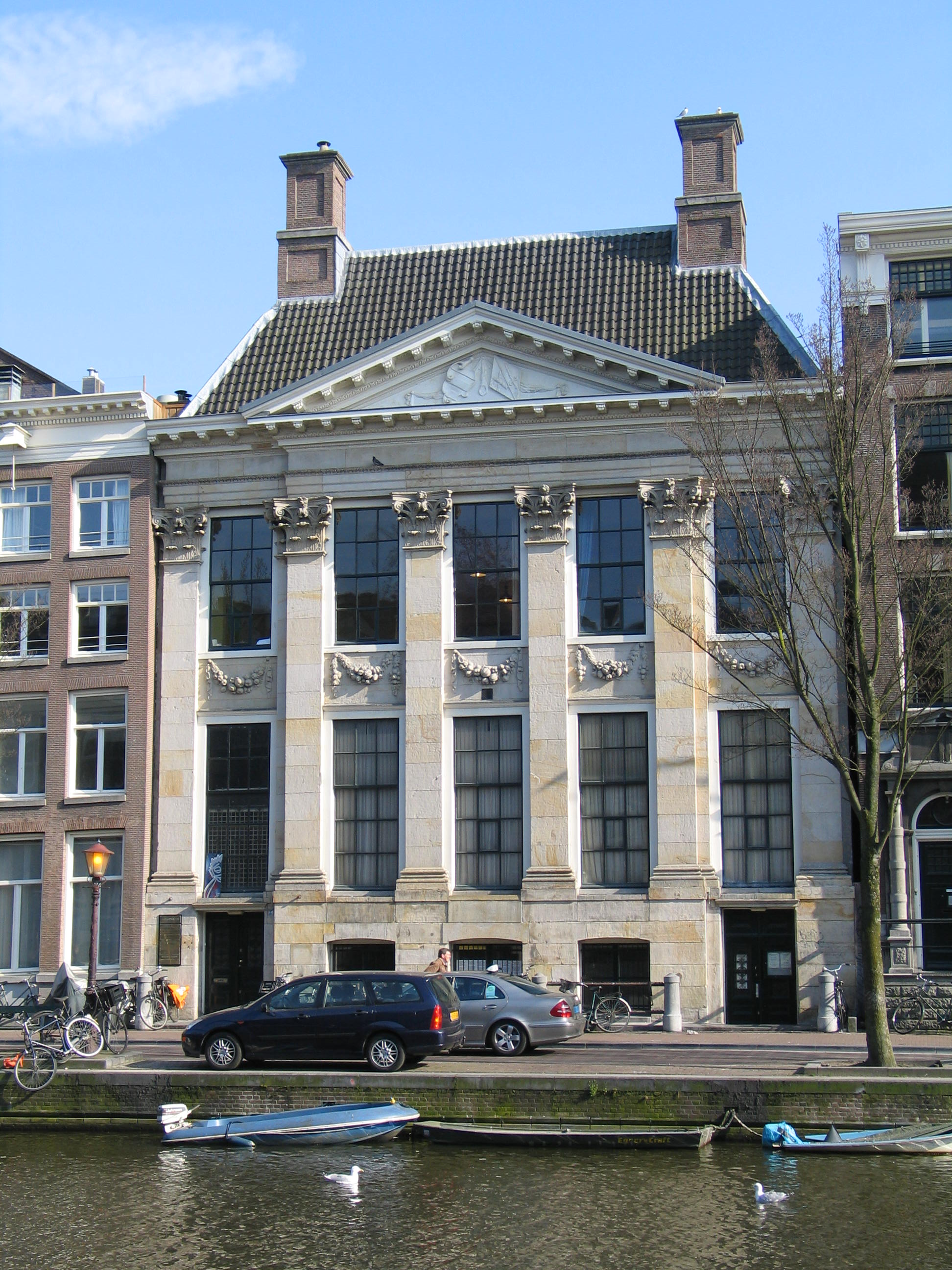
De Gulden Steur, Amsterdam, 1642 door Philips Vingboons
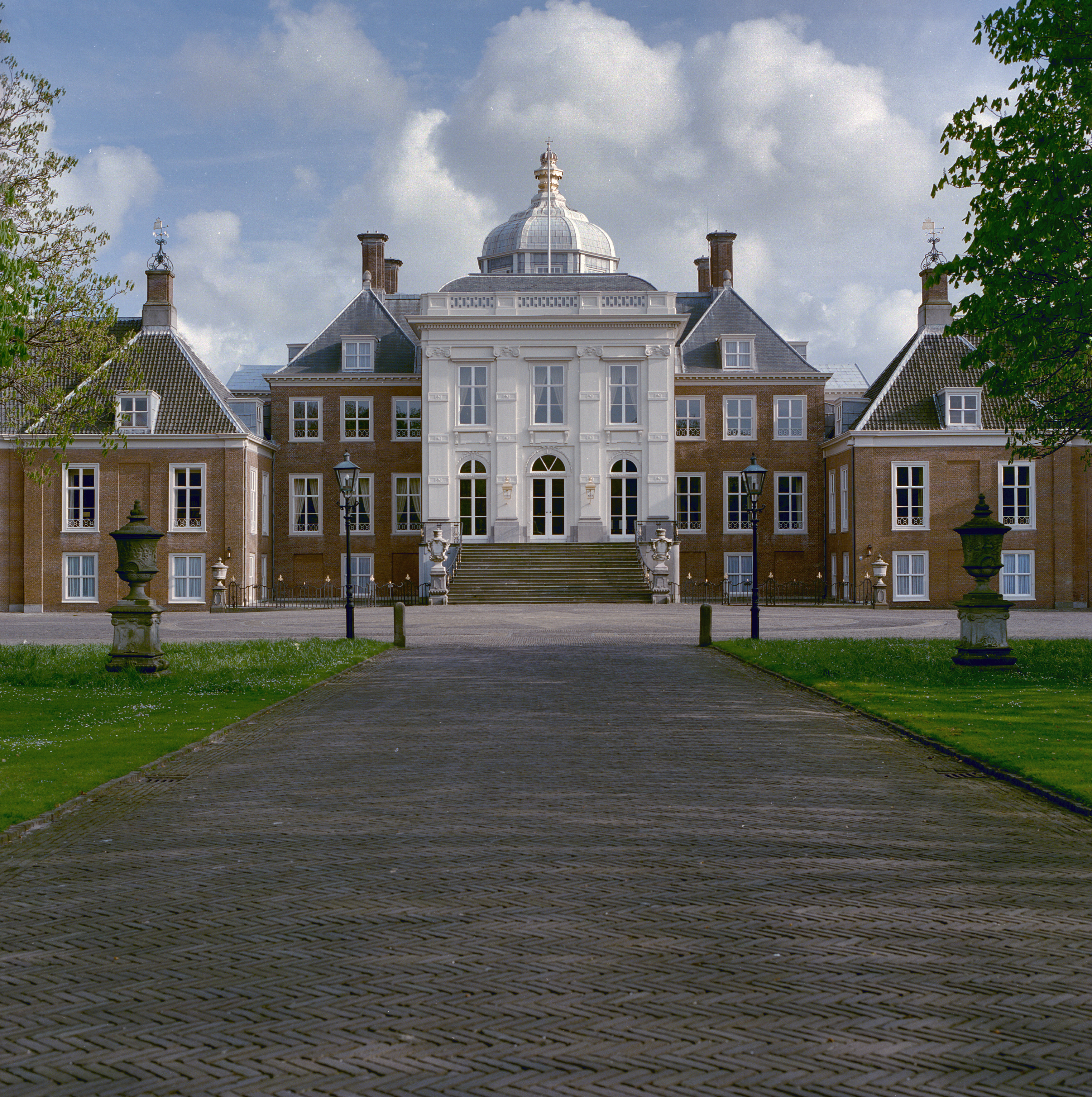
Huis ten Bosch, Den Haag 1645 door Pieter Post
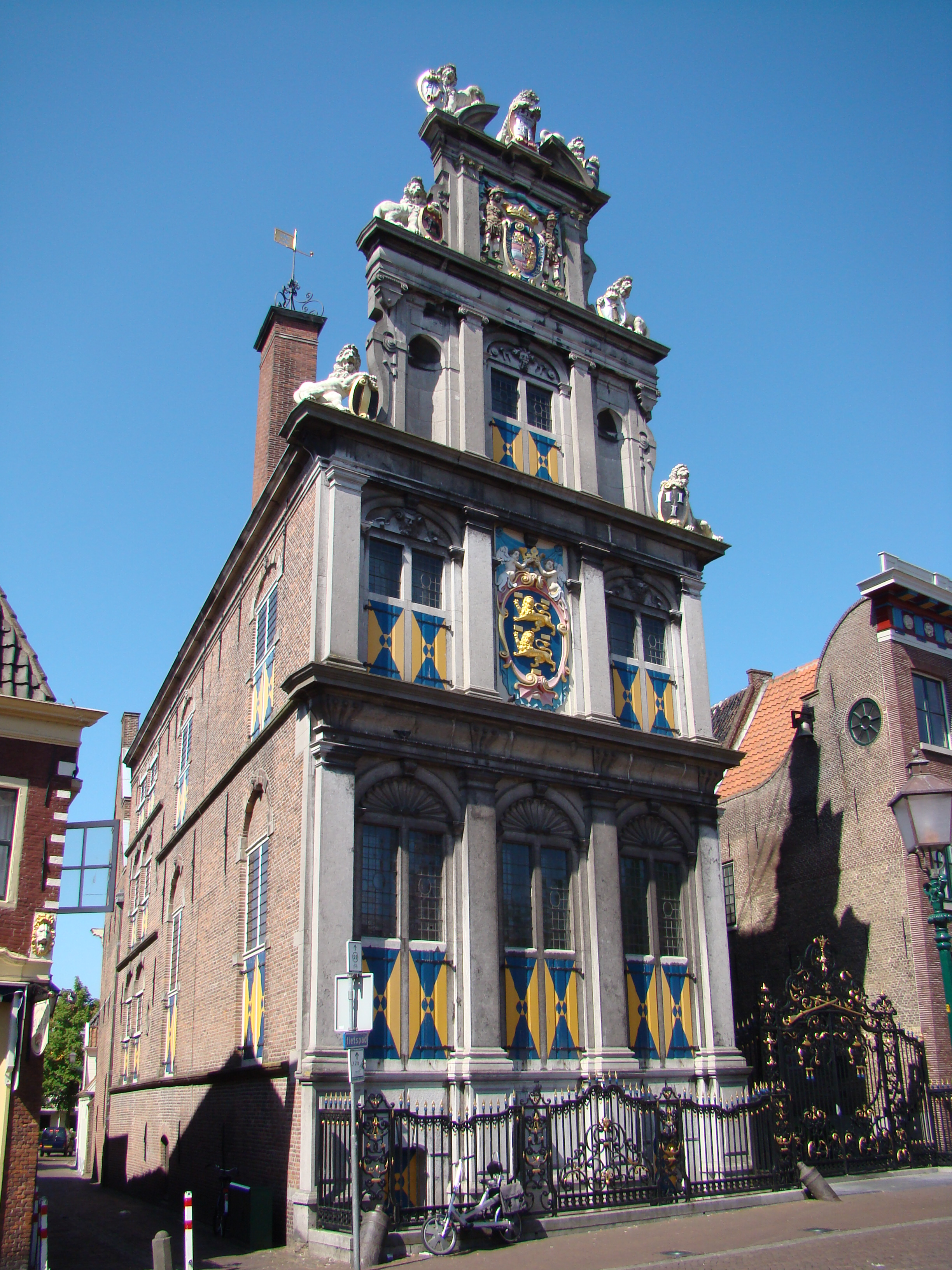
Statencollege, Hoorn, 1632, architect onbekend

De jaren 50 en 60 van de zestiende eeuw was de meest expansieve periode op gebied van stadsontwikkeling gedurende de Gouden Eeuw. In deze periode werden de fraaiste en grootste gebouwen neergezet. Tijdens de Tachtigjarige Oorlog werden stadsuitbreidingen en de bouw van nieuwe instellingen uitgesteld. Na het sluiten van de vrede in 1648 werden de bouwplannen weer opgepakt en uitgevoerd. Het meest imponerende gebouw tijdens de Republiek was ongetwijfeld het stadhuis van Amsterdam waarvan de bouw vlak na de Tachtigjarige Oorlog begon. In Leiden werd getracht met architectuur andere steden in de grootsheid voorbij te streven. Daar werden fraaie veel nieuwe gebouwen gebouwd zoals indrukwekkende poortgebouwen, de Waag en de Bibliotheca Thysiana. In Amsterdam kwamen onder andere nieuwe kerken, synagogen, weeshuizen en een zeer groot pakhuis, het Oost-Indisch Zeemagazijn. De grootste stadsuitbreiding van de stad bood rijke kooplieden de kans herenhuizen te bouwen aan de Herengracht en de Keizersgracht. Naast Amsterdam en Leiden werd er ook in andere steden gebouwd, maar met minder grandeur.

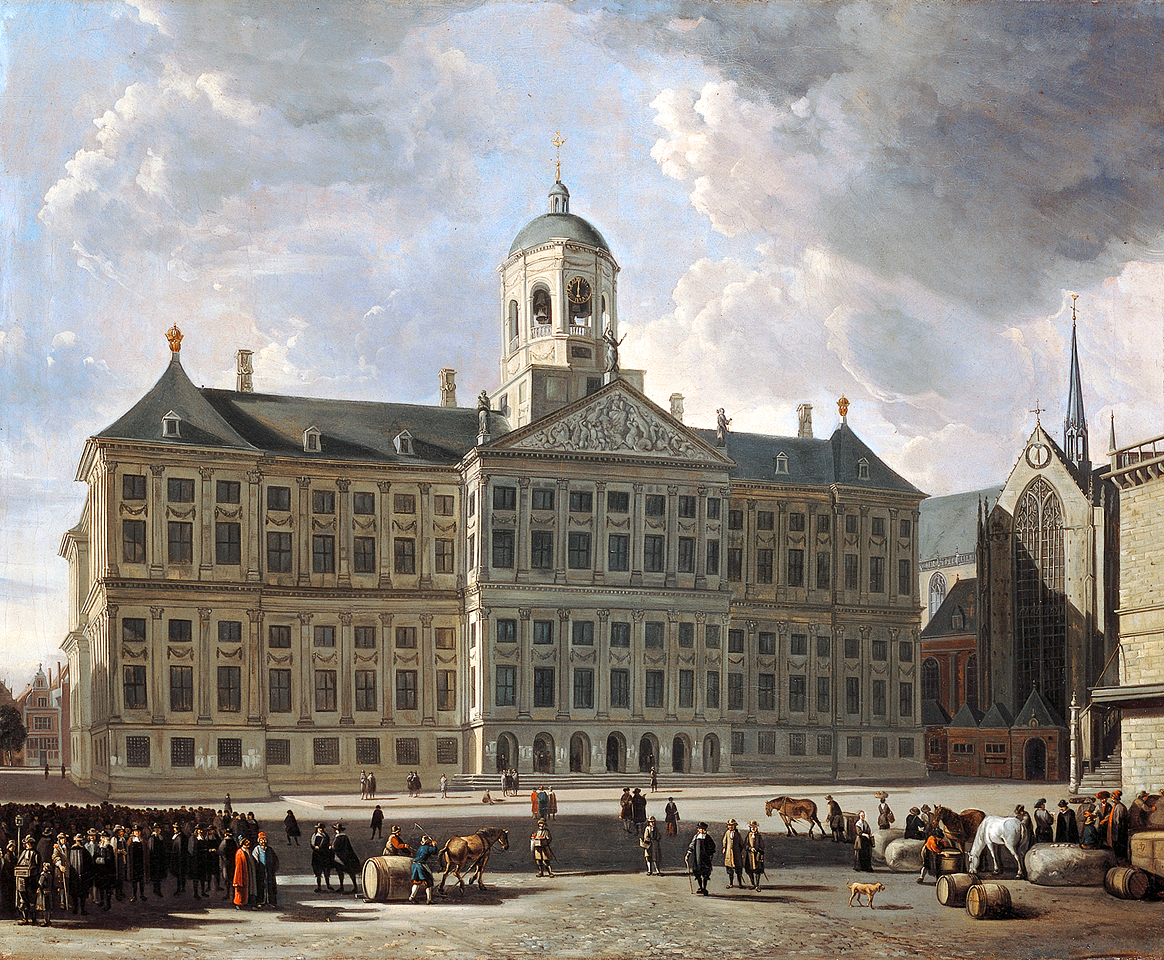
Paleis op de Dam, Amsterdam 1648 door Jacob van Campen
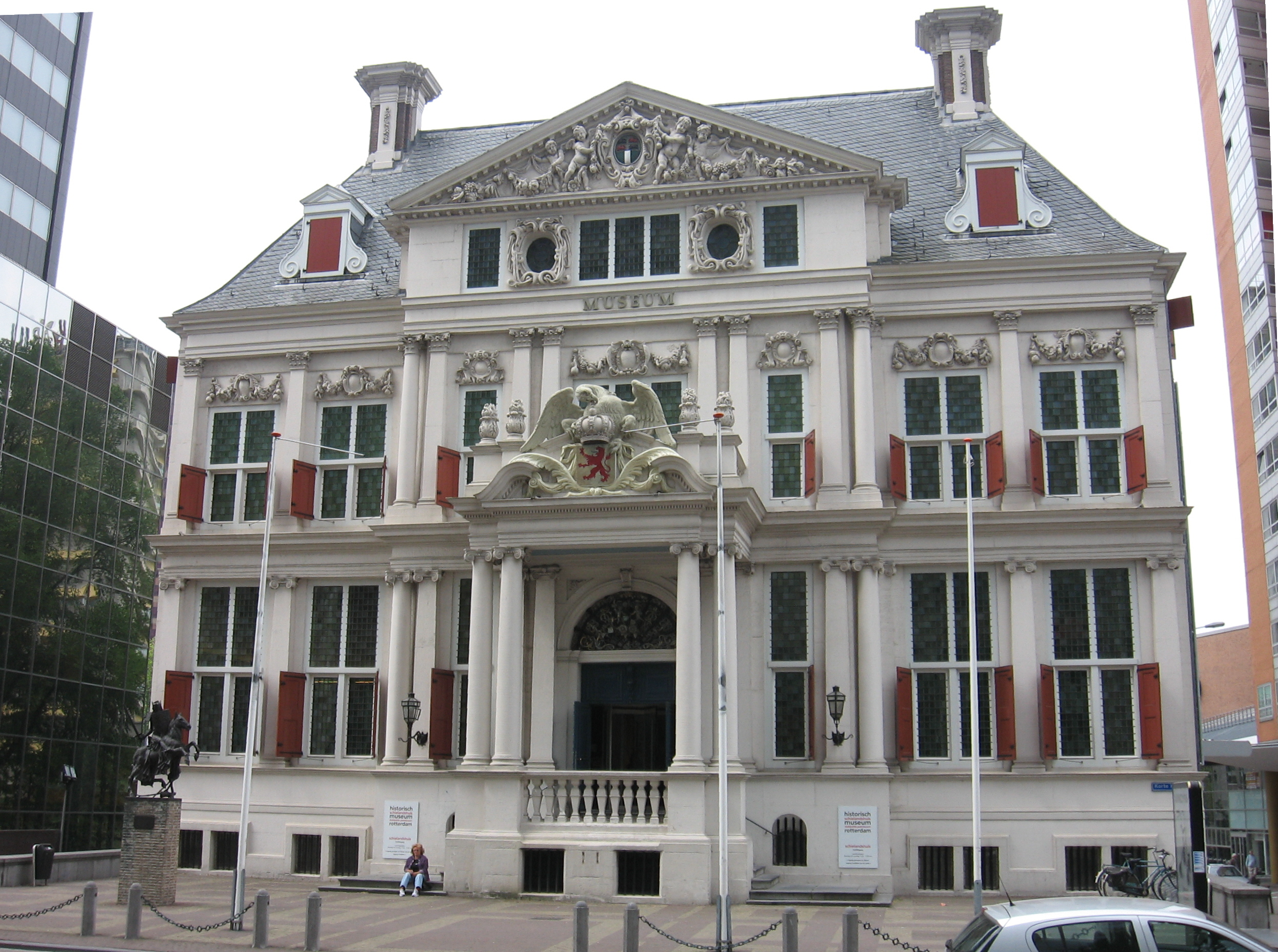
Schielandhuis, Rotterdam, 1662-5 door Pieter Post
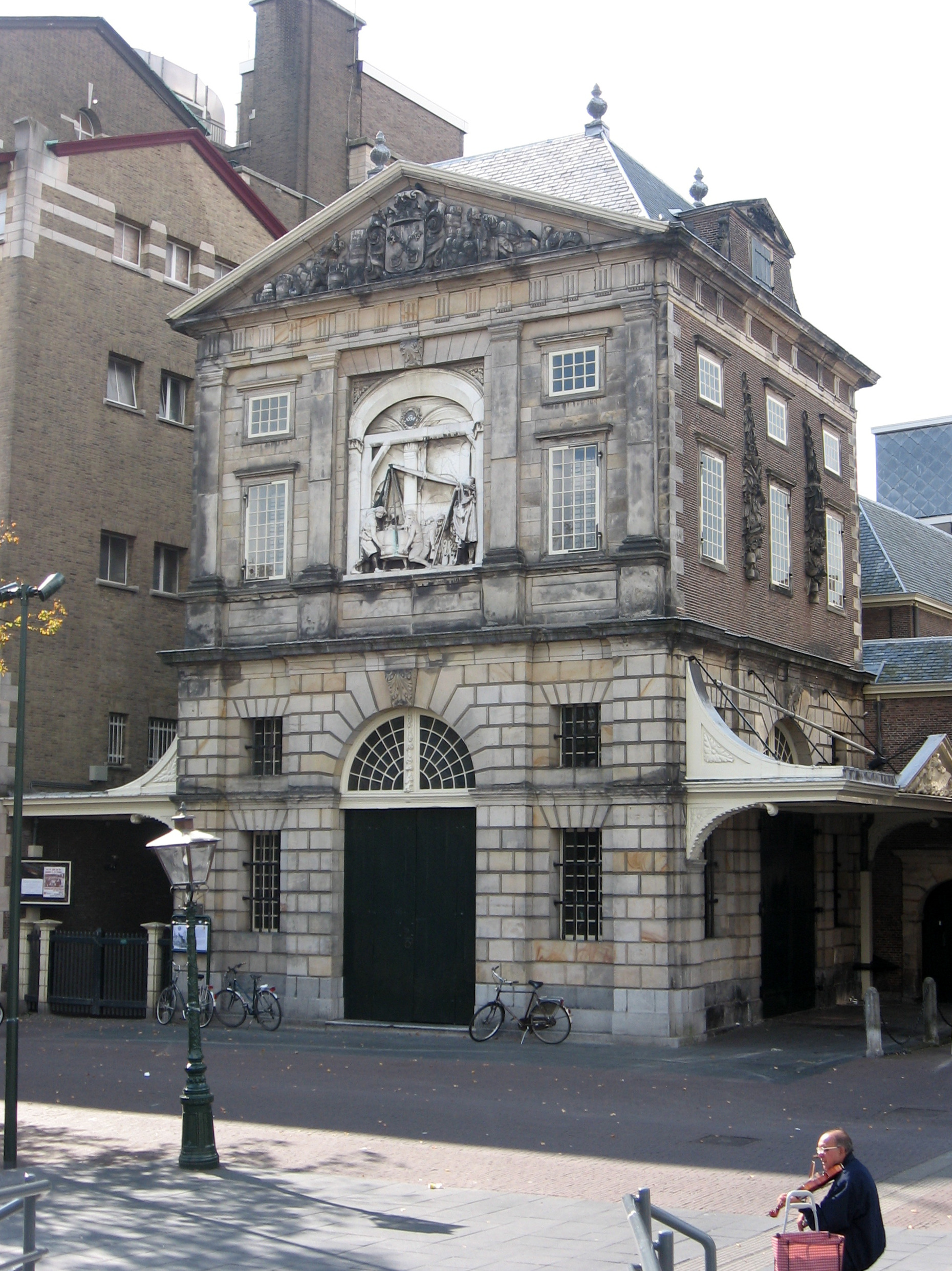
Waag, Leiden, 1657 door Pieter Post
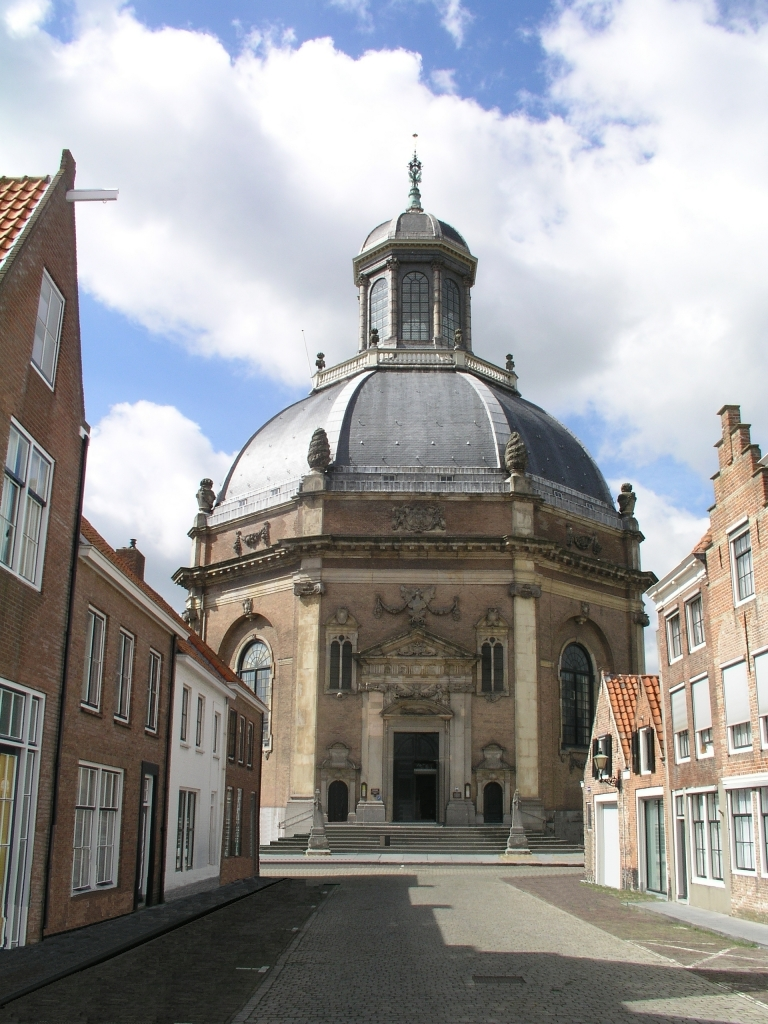
Oostkerk, Middelburg 1647-67 door Arent van 's-Gravesande

De Franse inval in 1672 zorgde voor een diepe crisis die ook de bouw hard raakte. In de periode erna kwamen grote bouwopdrachten niet meer hoofdzakelijk van steden maar meer van de stadhouder, zijn gunstelingen en hoge ambtenaren. De architectuur in die periode kan gezien worden als een voortzetting van het stedelijke classicisme, maar vertoonde wel meer invloeden van buitenlandse hoven. De twee grootste architecten van die tijd waren Steven Vennecool en Jacob Roman.

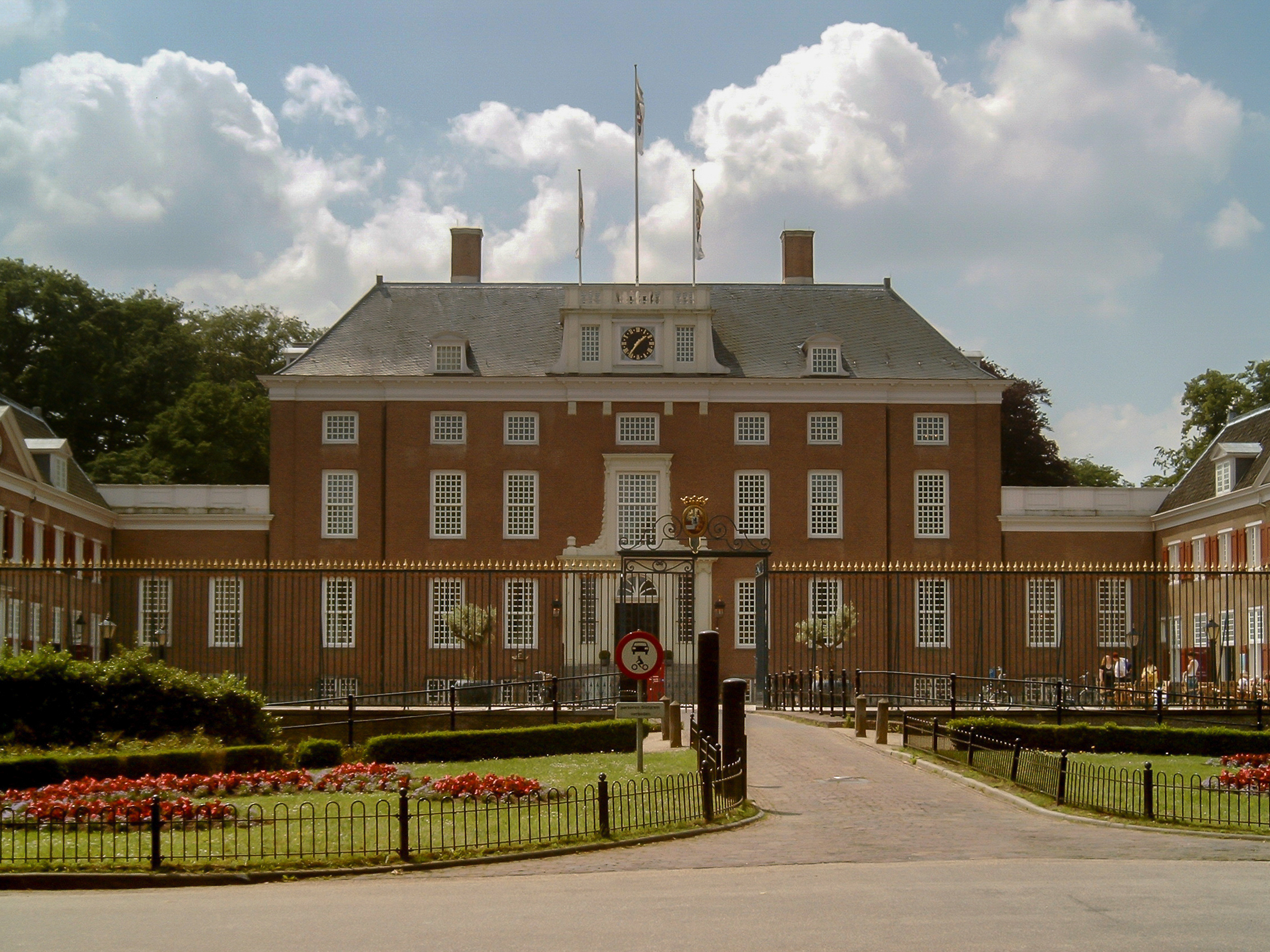
Slot Zeist, Zeist 1677-1686 door Jacob Roman
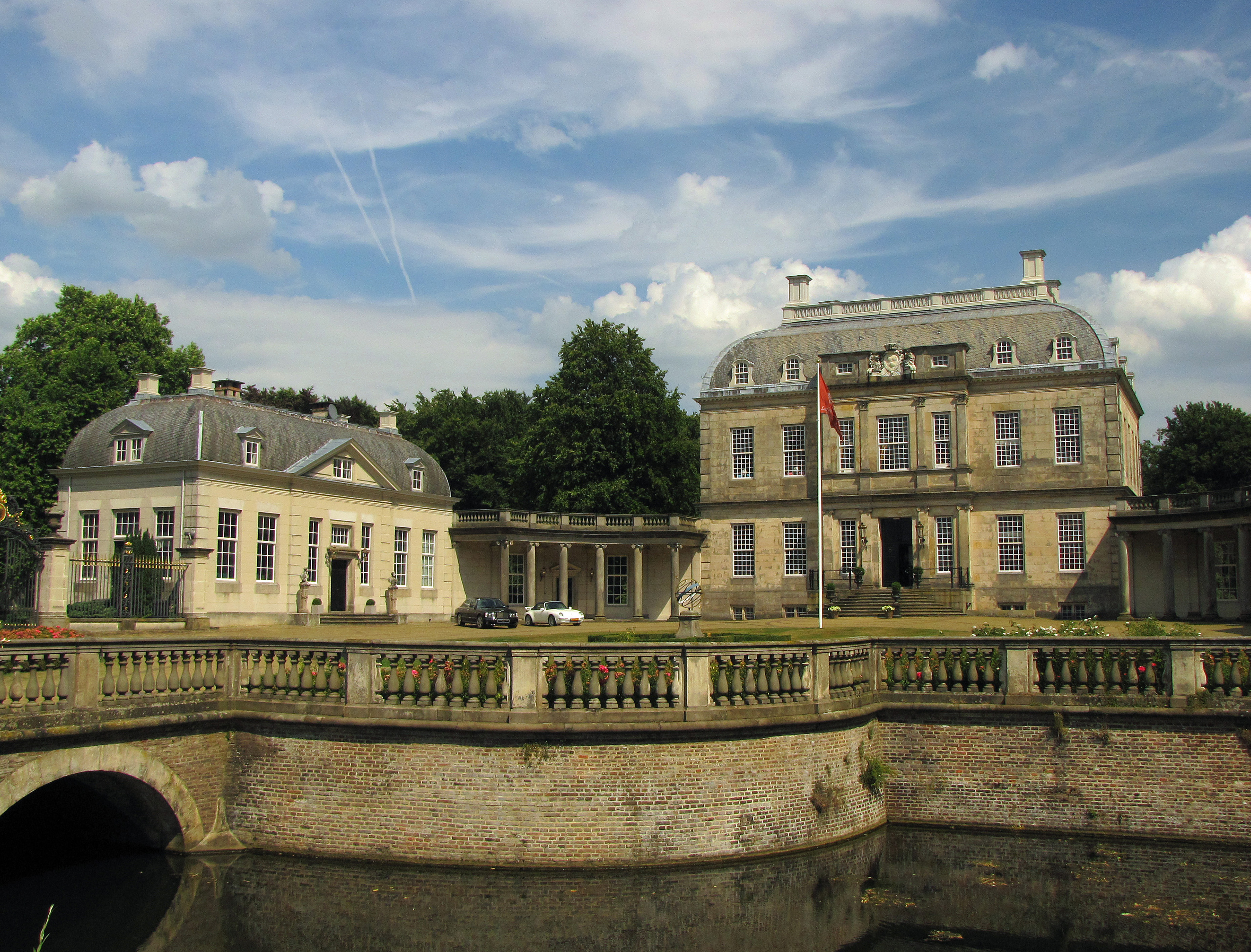
De Voorst, Eefde, 1695-1700 door Jacob Roman
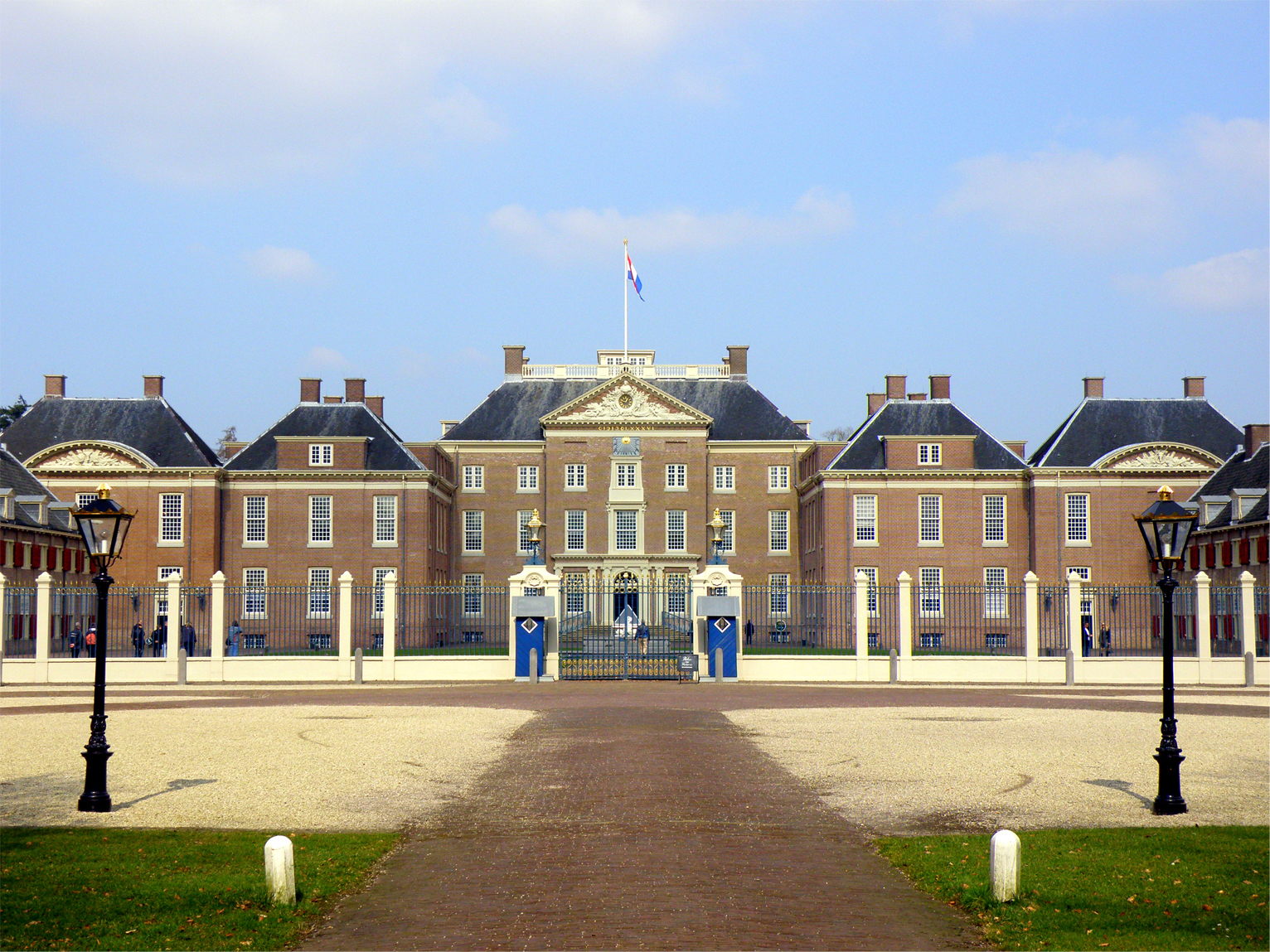
Paleis Het Loo, Apeldoorn, jaren 1680 door Jacob Roman
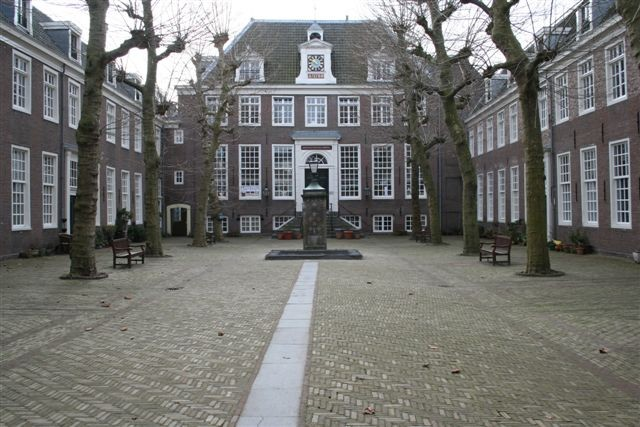
Platanenhof, Amsterdam door Steven Vennecool